# Homerjeva Apoteoza
Homerjeva apoteoza (francosko L'Apothéose d'Homère) je velika slika Ingresa iz leta 1827, ki je danes razstavljena v Louvru pod št. INV 5417. Simetrična kompozicija prikazuje, da Homerja krona krilat lik, ki predstavlja zmago ali vesolje. Štiriinštirideset dodatnih figur se pesniku pokloni v nekakšni klasični izpovedi vere.

## Zgodovina
Državna naročilo za okrasitev stropa muzeja Karla X. v Louvru (danes staroegipčanske galerije) je bila del projekta prenove, ki ga je naročil Karel X. Francoski, da je sebe spomnil na velike tradicije gradbenih del Bourbonov v Louvru. Pogoj naročila je bil, da ga mora izpolniti v roku enega leta. Po prejemu naročila je Ingres zamisel za svojo sliko hitro zasnoval - bil je ponosen, da je potreboval le uro, da je v skici določil široke orise kompozicije. Poznejša skrb za razvoj ideje je razvidna v več kot 100 risb in številnih ohranjenih skic, v katerih je podrobneje dopolnjeval podrobnosti. Ingresovo stopnjo raziskovanja je mogoče videti v slikarjevem portretu Nicolasa Poussina, ki je neposredno kopiran iz Poussinovega avtoportreta iz leta 1650, ki je zdaj v Louvru.
Kompozicija je simetrična skupina, ki je klasično razporejena pred starogrškim templjem. Vpis slike v katalog ob prvi razstavi pravi »Homer, ki sprejema poklon vseh velikih mož Grčije, Rima in sodobnega časa. Zmaga sli Vesolje ga krona, Herodot pa žge kadilo. Iliada in Odiseja sedita pri njegovih nogah«.
Barve končne slike so zelo sveže in jasne, kar daje vtis freske. Ingres je s to sliko želel tekmovati z Rafaelom (močno jo navdihuje italijanski umetniški Parnassus), Rafaela pa je videti zgoraj levo (v črno-beli renesančni obleki), ki ga vodi Apel (v modrem plašču). Druge prikazane figure so Dante, za katerega se kaže, da ga vodi Vergilij kot v nekdanji Božanski komediji (skrajno levo, za Poussinom) in Molière (desno, pod nogami personifikacije Odiseje).
Umetnostni zgodovinar Robert Rosenblum je dejal, da Homerjeva apoteoza predstavlja »največjo doktrinarno Ingresovo izjavo o njegovem prepričanju v hierarhijo brezčasnih vrednot, ki temeljijo na klasičnem precedensu«. V svojem žanru je zelo uspešen, čeprav pušča vtis hladnosti, vtis, ki ga je v času nastanka okrepila razstava Delacroixove Smrt Sardanapalusa na istem letnem Pariškem salonu. Ingres je v začetku svoje kariere veljal za revolucionarja, vendar se je to nasprotje zdaj soočalo z romantično obnovo pod Delacroixom proti najčistejši klasični tradiciji, kot jo je prikazal Ingres. Homerjeva apoteoza je bila odstranjena z njenega prvotnega mesta leta 1855 in bila kasneje istega leta nadomeščena s kopijo Paula in Raymonda Balzeja (v sodelovanju z Michelom Dumasom).

## Kasnejše ponovitve
Ingres je to zadevo revidiral v več poznejših delih, vključno z nedatiranim akvarelom (Lille, Musée des Beaux-Arts) in slikami, kot so Homer in njegov vodnik (1861; Bruselj, Kraljeva zbirka) in Odisej (Lyon, Musée des Beaux-Arts) . Leta 1854 naj bi začel delati na risbi kompozicije, ki bi jo uporabil kot model graver Calamatta . Ta risba, v kateri je Ingres napovedal, da bo svojo zamisel »razširil in dokončal«, je bila dokončana do leta 1865, kot je umetnik dolgo razmišljal pri izbiri ustreznih zgodovinskih osebnosti, ki jih bo vključil. Na koncu je dodal na desetino novih figur, med njimi Iktina, Giulio Romano, Johna Flaxmana, Jacques-Louisa Davida, Plinija starejšega, Plutarha, Cosima de Medici, Ludvika XIV. in papeža Leona X. Ingres je svoj izbor izpopolnil tudi tako, da je iz risbe iz leta 1865 izključil Shakespearea, Tassa in Camõesa, saj je verjel, da so preveč povezani z romantično težnjo, ki jo je povzročil njegov tekmec Delacroix. 

## Prikazane figure
Okoli Homerja so pesniki, umetniki in filozofi tako antični kot moderni - moderne osebnosti so večinoma omejene na nižji del kompozicije, čeprav je Ingres menil, da sta Rafael in Michelangelo vredna višine, da sta ob strani antičnih. Figure so :
|  |  | 1. Horacij 2. Pejzistrat 3. Likurg iz Aten 4. Vergilij 5. Rafael 6. Sapfo 7. Alkibiad 8. Apel 9. Evripid 10. Menander 11. Demosten 12. Sofoklej 13. Ajshil 14. Herodot 15. Orfej 16. Linus 17. Homer 18. Musej iz Aten 19. Zmaga ali Vesolje 20. Pindar 21. Heziod 22. Platon 23. Sokrat 24. Periklej 25. Fidija 26. Michelangelo 27. Aristotel 28. Aristarh iz Samotrake 29. Aleksander Veliki 30. Dante 31. Iliada personifikacija 32. Odiseja personifikacija 33. Ezop 34. William Shakespeare 35. Jean de la Fontaine 36. Torquato Tasso 37. Wolfgang Amadeus Mozart 38. Nicolas Poussin 39. Pierre Corneille 40. Jean Racine 41. Molière 42. Nicolas Boileau 43. sveti Longin 44. François Fénelon 45. Christoph Willibald Gluck 46. Luís de Camões |